# Avernes
Avernes är en kommun i departementet Val-d'Oise i regionen Île-de-France i norra Frankrike. Kommunen ligger i kantonen Vigny som tillhör arrondissementet Pontoise. År 2022 hade Avernes 866 invånare.

## Befolkningsutveckling
Antalet invånare i kommunen Avernes
| Referens: INSEE |